# مقاطعة جورم
مقاطعة جورم (بالفارسية: ولسوالی جرم)/(بالبشتوية: جورم ولسوالۍ)‏) هي مقاطعة أفغانية في ولاية بدخشان في شمال شرق أفغانستان. عاصمة المقاطعة هي مدينة تسمى جورم. تقع المقاطعة على بعد 3 ساعات من مركز الولاية في فيض آباد، ويقطنها ما يقرب من 41910 نسمة. تقع أعلى نقطة في منطقة هندو كوش الأفغانية في منطقة جورم على ارتفاع 6729 مترًا. تتكون المقاطعة من تجمعات وقرى. فرغمنج وكيب و كيتب و أولاريب و فيرغاميرو و خوستاكو اسكان هي المجموعات العنقودية. كل مجموعة تحتوي على قرى. يتحدث سكان المقاطعة إلى حد كبير الطاجيكية.